# Miranda prorsus
Miranda prorsus (in italiano: La meravigliosa invenzione) è la XXXVIII enciclica di papa Pio XII. Dopo Vigilanti cura, promulgata da Pio XI (1936), è la seconda enciclica in cui un pontefice si è espresso su cinema, radio e televisione. È stata promulgata l'8 settembre 1957.

## Introduzione
La prefazione all'enciclica contiene già sostanzialmente le linee generali del pensiero del pontefice. Il documento illustra le ragioni dell'interesse della Chiesa per i moderni mezzi di comunicazione. La prefazione illustra e spiega gli eventi che hanno portato a questa enciclica.

## Parte generale
Pio XII scrive nell'Introduzione:
In questa parte Pio XII ripercorre la storia dello sviluppo dei mezzi di comunicazione, spiega come il Bene ed il Male possono essere comunicati e richiama l'attenzione sugli sviluppi problematici. Il pontefice sottolinea che i media assolvono anche una missione educativa e indica che sono chiamati a diffondere l'informazione, l'istruzione e l'educazione delle masse. A questo fine svolgono un ruolo importante di controllo le autorità di regolamentazione e le associazioni professionali; mostra le caratteristiche della riproduzione tecnica del suono e dell'immagine, ponendole al servizio della verità e del bene.

## Considerazioni specifiche
Dopo aver esposto le caratteristiche specifiche della cinematografia, della radio e della televisione, il pontefice pone l'accento sulle responsabilità dei registi e degli attori, ma anche delle società di produzione e infine dei distributori, dei quali illustra le particolari funzioni.
D'altra parte il pontefice incoraggia i consumatori a non ricevere acriticamente i messaggi provenienti dai mass media. Pio XII vede un altro modo di utilizzare i mezzi di comunicazione di massa nella diffusione di programmi radiofonici e televisivi cattolici, e riconosce l'uso dei mass media per diffondere il messaggio cristiano.

## Conclusione
Il Papa si rivolge innanzitutto al clero e sottolinea l'importanza del buon uso dei mezzi di comunicazione. Infine, si rivolge a tutte le persone di buona volontà nel suo intervento di chiusura:
Abbiamo a tal fine esposto, alla luce della dottrina cristiana e della legge naturale, i principi informatori che devono regolare e dirigere tanto l'azione dei responsabili nelle cui mani sono le tecniche di diffusione, quanto la coscienza del pubblico che se ne serve.
Ed è proprio per orientare verso il bene delle anime questi doni della Provvidenza che vi abbiamo paternamente esortati non solo alla doverosa vigilanza, ma anche a positivi interventi.
Il compito infatti degli uffici nazionali, che ancora una volta vi raccomandiamo, non sarà soltanto quello di preservare e difendere, ma anche, e soprattutto, di dirigere, coordinare e assistere le molte opere educative, sorte nei vari paesi per lievitare di spirito cristiano il settore così complesso e vasto delle tecniche di diffusione.»